# Adolfo Ríos
José Adolfo Ríos García (ur. 11 grudnia 1966 w Uruapan) – meksykański piłkarz występujący na pozycji bramkarza.

## Kariera klubowa
Ríos jest wychowankiem stołecznego zespołu Pumas UNAM, w którego barwach zadebiutował w meksykańskiej Primera División – 4 maja 1985 w przegranym 0:3 spotkaniu z Leónem. Już po dwóch latach został podstawowym bramkarzem zespołu i w sezonie 1987/1988 doszedł z nim do finału ligi meksykańskiej – w decydującym dwumeczu z Américą prezentował jednak słabą formę i z powodu jego błędów ekipa Pumas wywalczyła jedynie tytuł wicemistrzowski. W 1989 roku doszedł z Pumas do finału Copa Interamericana i zwyciężył w rozgrywkach Pucharu Mistrzów CONCACAF. Ogółem w zespole Pumas spędził ponad pięć lat, występując w 162 ligowych meczach.
Latem 1990 Ríos przeszedł do klubu Tiburones Rojos de Veracruz, z którym był związany aż przez siedem sezonów. Tutaj szybko został czołowym golkiperem ligi meksykańskiej, odnosząc wiele sukcesów indywidualnych, jednak największym osiągnięciem z Veracruz było dotarcie do finału krajowego pucharu – Copa México – w sezonie 1994/1995. W latach 1996–1999 był aż sześć razy z rzędu wybierany przez Meksykański Związek Piłki Nożnej najlepszym bramkarzem w lidze i został zdystansowany dopiero w 2000 roku przez Oswaldo Sáncheza.
W lipcu 1997 Ríos został zawodnikiem stołecznego Club Necaxa i już w następnym sezonie, Verano 1998, wywalczył z tą ekipą tytuł wicemistrza Meksyku. Pół roku później, podczas Invierno 1998, osiągnął z Necaxą mistrzostwo kraju, zostając bohaterem drugiego meczu finałowego z Chivas, kiedy to obronił rzut karny wykonywany przez Alberto Coyote. Po dwóch latach spędzonych w Necaxie podpisał umowę z rywalem tego zespołu zza miedzy, Club América. W tej drużynie spędził najlepsze lata kariery piłkarskiej – w sezonie Verano 2002 zdobył swoje drugie i ostatnie mistrzostwo kraju i popisywał się świetnymi interwencjami w kilku edycjach Copa Libertadores. W 2000 i 2002 roku doszedł aż do półfinału tego turnieju. W 2003 roku nowy trener Amériki, Leo Beenhakker, nie widział dla niego miejsca w składzie, jednak wobec słabej formy konkurentów przywrócił Ríosa wyjściowej jedenastki. Karierę piłkarską zakończył w wieku 38 lat i jest jednym z sześciu piłkarzy, którzy przekroczyli barierę 600 występów w lidze meksykańskiej. W późniejszym czasie pracował jako komentator sportowy, a w sierpniu 2012 został prezesem klubu Querétaro FC.

## Kariera reprezentacyjna
W seniorskiej reprezentacji Meksyku Ríos zadebiutował 26 kwietnia 1988 w wygranym 4:1 meczu towarzyskim z Salwadorem. Podstawowym graczem kadry narodowej był tylko w 1997 roku, za kadencji selekcjonera Manuela Lapuente. Wtedy także, na rozgrywanym w Bolwii turnieju Copa América, był pierwszym golkiperem meksykańskiej ekipy, występując w pięciu meczach i zajmując ze swoją drużyną trzecie miejsce. Został wybrany na najlepszego bramkarza tamtej edycji Copa América, a w ćwierćfinałowym spotkaniu z Ekwadorem został bohaterem serii rzutów karnych. Także dwa lata później, w 1999 roku, Ríos znalazł się w składzie na Copa América, gdzie jednak pozostawał rezerwowym i ponownie zajął trzecie miejsce. Ogółem w reprezentacji wystąpił 33 razy, mając za konkurentów do gry w składzie golkiperów takich jak Jorge Campos, Óscar Pérez czy Oswaldo Sánchez.